# Tony Curran
Tony Curran (sinh năm 1969) là nam diễn viên người Scotland. Anh từng xuất hiện trong các phim như: Underworld: Evolution, Doctor Who, Roots.